# 11.ª etapa de la Vuelta a España 2024
La 11.ª etapa de la Vuelta a España 2024 tuvo lugar el 28 de agosto de 2024 y consistió en una etapa de media montaña con inicio y final en el municipio de Padrón sobre un recorrido de 166,5 km. Esta fue ganada por el irlandés Eddie Dunbar del Team Jayco AlUla, el australiano Ben O'Connor del Decathlon AG2R La Mondiale Team consiguió mantener el liderato.

## Clasificación de la etapa[2]
| Puenteareas - Bayona | etapa de montaña | (160 km) |

| \| Clasificación de la etapa \| Clasificación de la etapa \| Clasificación de la etapa \| Clasificación de la etapa \| Clasificación de la etapa \| \| Ciclista \| Ciclista \| Equipo \| Tiempo \| \| \| ------------------------- \| ------------------------- \| ------------------------- \| ------------------------- \| ------------------------- \| \| 1.º \| Edward Dunbar \| Team Jayco AlUla \| 3 h 44 min 52 s \| \| \| 2.º \| Quinten Hermans \| Alpecin-Deceuninck \| + 2 s \| \| \| 3.º \| Max Poole \| Team dsm-firmenich PostNL \| + 2 s \| \| \| 4.º \| Jhonatan Narváez \| Ineos Grenadiers \| + 4 s \| \| \| 5.º \| Urko Berrade \| Equipo Kern Pharma \| + 4 s \| \| \| 6.º \| Filippo Zana \| Team Jayco AlUla \| + 4 s \| \| \| 7.º \| Ion Izagirre \| Cofidis \| + 4 s \| \| \| 8.º \| Carlos Verona \| Lidl-Trek \| + 4 s \| \| \| 9.º \| Gianmarco Garofoli \| Astana Qazaqstan Team \| + 4 s \| \| \| 10.º \| Brandon McNulty \| UAE Team Emirates \| + 4 s \| \| |                    |                           |                 |
| |                    |                           |                 |
| Fuente: ProCyclingStats |                    |                           |                 |
| Clasificación de la etapa |                    |                           |                 |
| Ciclista | Ciclista           | Equipo                    | Tiempo          |
| 1.º | Edward Dunbar      | Team Jayco AlUla          | 3 h 44 min 52 s |
| 2.º | Quinten Hermans    | Alpecin-Deceuninck        | + 2 s           |
| 3.º | Max Poole          | Team dsm-firmenich PostNL | + 2 s           |
| 4.º | Jhonatan Narváez   | Ineos Grenadiers          | + 4 s           |
| 5.º | Urko Berrade       | Equipo Kern Pharma        | + 4 s           |
| 6.º | Filippo Zana       | Team Jayco AlUla          | + 4 s           |
| 7.º | Ion Izagirre       | Cofidis                   | + 4 s           |
| 8.º | Carlos Verona      | Lidl-Trek                 | + 4 s           |
| 9.º | Gianmarco Garofoli | Astana Qazaqstan Team     | + 4 s           |
| 10.º | Brandon McNulty    | UAE Team Emirates         | + 4 s           |

## Clasificaciones al final de la etapa

### Clasificación general[3]
| \| Clasificación general \| Clasificación general \| Clasificación general \| Clasificación general \| Clasificación general \| \| Ciclista \| Ciclista \| Equipo \| Tiempo \| \| \| --------------------- \| --------------------- \| -------------------------- \| --------------------- \| --------------------- \| \| 1.º \| Ben O'Connor \| Decathlon-AG2R La Mondiale \| 40 h 05 min 54 s \| \| \| 2.º \| Primož Roglič \| Red Bull-Bora-Hansgrohe \| + 3 min 53 s \| \| \| 3.º \| Richard Carapaz \| EF Education-EasyPost \| + 4 min 32 s \| \| \| 4.º \| Enric Mas \| Movistar Team \| + 4 min 35 s \| \| \| 5.º \| Mikel Landa \| Soudal Quick-Step \| + 5 min 17 s \| \| \| 6.º \| Florian Lipowitz \| Red Bull-Bora-Hansgrohe \| + 5 min 29 s \| \| \| 7.º \| Adam Yates \| UAE Team Emirates \| + 5 min 30 s \| \| \| 8.º \| Felix Gall \| Decathlon-AG2R La Mondiale \| + 5 min 30 s \| \| \| 9.º \| Carlos Rodríguez \| Ineos Grenadiers \| + 6 min 00 s \| \| \| 10.º \| David Gaudu \| Groupama-FDJ \| + 6 min 32 s \| \| |                  |                            |                  |
| |                  |                            |                  |
| Fuente: ProCyclingStats |                  |                            |                  |
| Clasificación general |                  |                            |                  |
| Ciclista | Ciclista         | Equipo                     | Tiempo           |
| 1.º | Ben O'Connor     | Decathlon-AG2R La Mondiale | 40 h 05 min 54 s |
| 2.º | Primož Roglič    | Red Bull-Bora-Hansgrohe    | + 3 min 53 s     |
| 3.º | Richard Carapaz  | EF Education-EasyPost      | + 4 min 32 s     |
| 4.º | Enric Mas        | Movistar Team              | + 4 min 35 s     |
| 5.º | Mikel Landa      | Soudal Quick-Step          | + 5 min 17 s     |
| 6.º | Florian Lipowitz | Red Bull-Bora-Hansgrohe    | + 5 min 29 s     |
| 7.º | Adam Yates       | UAE Team Emirates          | + 5 min 30 s     |
| 8.º | Felix Gall       | Decathlon-AG2R La Mondiale | + 5 min 30 s     |
| 9.º | Carlos Rodríguez | Ineos Grenadiers           | + 6 min 00 s     |
| 10.º | David Gaudu      | Groupama-FDJ               | + 6 min 32 s     |

### Clasificación por puntos[4]
| Clasificación por puntos | Clasificación por puntos | Clasificación por puntos   | Clasificación por puntos | Clasificación por puntos |
| Ciclista                 | Ciclista                 | Equipo                     | Puntos                   |                          |
| ------------------------ | ------------------------ | -------------------------- | ------------------------ | ------------------------ |
| 1.º                      | Wout van Aert            | Team Visma \| Lease a Bike | 243 pts                  |                          |
| 2.º                      | Kaden Groves             | Alpecin-Deceuninck         | 162 pts                  |                          |
| 3.º                      | Pavel Bittner            | Team dsm-firmenich PostNL  | 81 pts                   |                          |
| 4.º                      | Primož Roglič            | Red Bull-Bora-Hansgrohe    | 66 pts                   |                          |
| 5.º                      | Ben O'Connor             | Decathlon-AG2R La Mondiale | 65 pts                   |                          |
| 6.º                      | Stefan Küng              | Groupama-FDJ               | 59 pts                   |                          |
| 7.º                      | Mathias Vacek            | Lidl-Trek                  | 57 pts                   |                          |
| 8.º                      | Harold Tejada            | Astana Qazaqstan Team      | 52 pts                   |                          |
| 9.º                      | Quentin Pacher           | Groupama-FDJ               | 49 pts                   |                          |
| 10.º                     | Corbin Strong            | Israel-Premier Tech        | 49 pts                   |                          |

### Clasificación de la montaña[5]
| Clasificación de la montaña | Clasificación de la montaña | Clasificación de la montaña | Clasificación de la montaña | Clasificación de la montaña |
| Ciclista                    | Ciclista                    | Equipo                      | Puntos                      |                             |
| --------------------------- | --------------------------- | --------------------------- | --------------------------- | --------------------------- |
| 1.º                         | Adam Yates                  | UAE Team Emirates           | 22 pts                      |                             |
| 2.º                         | Wout van Aert               | Team Visma \| Lease a Bike  | 22 pts                      |                             |
| 3.º                         | Primož Roglič               | Red Bull-Bora-Hansgrohe     | 18 pts                      |                             |
| 4.º                         | David Gaudu                 | Groupama-FDJ                | 18 pts                      |                             |
| 5.º                         | Jay Vine                    | UAE Team Emirates           | 17 pts                      |                             |
| 6.º                         | Sylvain Moniquet            | Lotto Dstny                 | 16 pts                      |                             |
| 7.º                         | Marc Soler                  | UAE Team Emirates           | 12 pts                      |                             |
| 8.º                         | Filippo Zana                | Team Jayco AlUla            | 11 pts                      |                             |
| 9.º                         | Pelayo Sánchez              | Movistar Team               | 10 pts                      |                             |
| 10.º                        | William Junior Lecerf       | Soudal Quick-Step           | 10 pts                      |                             |

### Clasificación de los jóvenes[6]
| Clasificación del mejor joven | Clasificación del mejor joven | Clasificación del mejor joven | Clasificación del mejor joven | Clasificación del mejor joven |
| Ciclista                      | Ciclista                      | Equipo                        | Tiempo                        |                               |
| ----------------------------- | ----------------------------- | ----------------------------- | ----------------------------- | ----------------------------- |
| 1.º                           | Florian Lipowitz              | Red Bull-Bora-Hansgrohe       | 40 h 11 min 23 s              |                               |
| 2.º                           | Carlos Rodríguez              | Ineos Grenadiers              | + 31 s                        |                               |
| 3.º                           | Mattias Skjelmose             | Lidl-Trek                     | + 1 min 49 s                  |                               |
| 4.º                           | Lennert Van Eetvelt           | Lotto Dstny                   | + 3 min 26 s                  |                               |
| 5.º                           | Isaac Del Toro                | UAE Team Emirates             | + 33 min 17 s                 |                               |
| 6.º                           | Matthew Riccitello            | Israel-Premier Tech           | + 36 min 30 s                 |                               |
| 7.º                           | Giovanni Aleotti              | Red Bull-Bora-Hansgrohe       | + 43 min 23 s                 |                               |
| 8.º                           | Mauri Vansevenant             | Soudal Quick-Step             | + 44 min 21 s                 |                               |
| 9.º                           | Max Poole                     | Team dsm-firmenich PostNL     | + 45 min 48 s                 |                               |
| 10.º                          | William Junior Lecerf         | Soudal Quick-Step             | + 51 min 28 s                 |                               |

### Clasificación por equipos[7]
| Clasificación por equipos | Clasificación por equipos  | Clasificación por equipos | Clasificación por equipos |
| Equipo                    | Equipo                     | Tiempo                    |                           |
| ------------------------- | -------------------------- | ------------------------- | ------------------------- |
| 1.º                       | UAE Team Emirates          | 120 h 28 min 40 s         |                           |
| 2.º                       | Decathlon-AG2R La Mondiale | + 8 min 44 s              |                           |
| 3.º                       | Red Bull-Bora-Hansgrohe    | + 9 min 40 s              |                           |
| 4.º                       | Groupama-FDJ               | + 28 min 03 s             |                           |
| 5.º                       | Israel-Premier Tech        | + 46 min 19 s             |                           |
| 6.º                       | Team Visma \| Lease a Bike | + 46 min 51 s             |                           |
| 7.º                       | Ineos Grenadiers           | + 49 min 38 s             |                           |
| 8.º                       | Movistar Team              | + 52 min 51 s             |                           |
| 9.º                       | Soudal Quick-Step          | + 58 min 37 s             |                           |
| 10.º                      | Lidl-Trek                  | + 1 h 01 min 31 s         |                           |

## Abandonos
- Patrick Konrad (Lidl-Trek) no tomó la salida.
- Kobe Goossens (Intermarché-Wanty) no tomó la salida.
- Thymen Arensman (INEOS Grenadiers) no tomó la salida.
- Chris Harper (Team Jayco AlUla) no terminó la etapa.